# Crioulos da Luisiana

Mapa mostrando os territórios da França 1534-1763

O termo crioulo da Luisiana designa o habitante francófono da região do atual estado norte-americano da Luisiana e áreas adjacentes. Também designa a língua crioula da Luisiana, língua vernacular de base francesa, resultante da mescla do francês com outros idiomas locais e que se desenvolveu nas plantações de cana-de-açúcar, no sudoeste da  Luisiana e no delta do Mississippi, quando essas áreas eram colônias francesas.

## Definição de crioulo francês
Na acepção lusófona, o termo crioulo se referia ao escravo negro nascido nas Américas e, atualmente, carrega uma conotação pejorativa. No mundo francófono, todavia, o termo "crioulo" ("créole", em francês) designava, inicialmente, os colonos brancos, de ascendência francesa e/ou espanhola da Luisiana. Posteriormente, o termo também passou a abranger negros, mestiços e indígenas imersos na cultura de origem francesa da região.

## História

A região acadiana da Luisiana em vermelho

A Nova França (em francês: La Nouvelle-France) foi uma área colonizada pela França na América do Norte durante um período, que começa desde a exploração do Rio São Lourenço, pelo explorador francês Jacques Cartier, em 1534, até 1763, quando a região norte da Nova França foi cedida pelos franceses ao Império Britânico. Após 1712, o território foi dividido em cinco distintas colônias, cada uma com administração própria: Canadá, Acádia, Terras de Rupert, Terra Nova e Labrador - essas quatro cedidas aos britânicos em 1763 - e a Louisiana, cedida aos espanhóis e aos britânicos em 1763. A porção cedida aos espanhóis seria recuperada pela França em 1800, mas vendida por Napoleão Bonaparte aos norte-americanos em 1803.

## Sociedade
A sociedade crioula compunha um rico mosaico cultural. Junto das diversas tribos indígenas da região, somou-se um considerável número de colonos franceses. O primeiro grupo chegou ainda no século XVII, vindo da região do Quebec, declarando toda a região do Rio Mississipi como subordinada à Coroa Francesa. Em 1718, Nova Orleães foi fundada. Posteriormente, chegaram colonos da região da Acádia (hoje a região de Nova Escócia e de Nova Brunswick, no Canadá). Os acadianos formavam um grupo étnico a parte dos franceses do Quebec, pois falavam um dialeto próprio, distinto do francês. Quando expulsos do Canadá, muitos migraram para o sul dos Estados Unidos, formando a comunidade cajun. Ainda hoje, é possível encontrar resquícios da cultura cajun no extremo sul da Luisiana.
No século XVIII, começaram a chegar os franceses oriundos das colônias do Caribe, sobretudo de Martinica e do Haiti. Aos escravos oeste-africanos que já tinham sido trazidos anteriormente, se juntaram centenas de escravos caribenhos, agregando um importante elemento da cultura local. No âmbito religioso, por exemplo, ainda hoje é possível encontrar na região de Nova Orleães praticantes do Vudu da Luisiana, herança dos escravos do Haiti. No fim do século, sob domínio espanhol, a região também recebeu colonos hispânicos. No século XIX, chegaram alemães, irlandeses e italianos.
A sociedade crioula, então, se forjou de uma cultura francófona dominante, patriarcal, católica e escravagista. Havia uma relativa mobilidade social entre os escravos, inclusive com grande número de miscigenados livres que possuíam escravos. Os negros da Luisiana (e América Central) se distinguiam dos demais afro-americanos, pois constituíam famílias organizadas, um número apreciável tinha educação e a segregação não era tão intensa. Essa maior liberdade entre a população de origem africana acabou diminuindo no território americano, em razão da segregação racial institucionalizada com a vigência da One-drop rule e das leis Jim Crow.

## Língua
O crioulo francês falado na Luisiana inclui o francês padrão, o francês cajun (uma variação do francês acadiano) e o francês negro. A língua se desenvolveu nas plantações de cana-de-açúcar no sudoeste da  Luisiana e no delta do Mississippi, quando essas áreas eram colônias francesas, e provavelmente estabilizou-se na época da venda da Luisiana aos Estados Unidos, em 1803, embora tenha sido influenciada mais tarde pelas linguas crioulas faladas por escravos trazidos do Haiti e das Pequenas Antilhas para a América do Norte por fazendeiros francófonos. Não está claro qual o impacto que a variedade não padrão do francês usada pelos cajuns - os descendentes de refugiados que fugiram de Acadia (localizada na Nova Escócia, Canadá) no século XVIII - teve sobre a língua crioula da Louisiana. 
O uso do idioma entrou em franco declínio no fim do século XIX, com a chegada de um grande número de migrantes americanos, de modo que o inglês passou a ser a língua dominante.
| Português              | Crioulo da Luisiana | Francês                                            |
| ---------------------- | ------------------- | -------------------------------------------------- |
| Olá.                   | Bonjou.             | Bonjour.                                           |
| Como vão as coisas?    | Konmen lé-z'affè    | Comment vont les affaires?                         |
| Como vai?              | Konmen to yê?       | Comment allez-vous? Comment vas-tu? Comment ça va? |
| Estou bem, obrigado.   | C'est bon, mèsi.    | Ça va bien, merci.                                 |
| Vejo você depois.      | Wa toi pli tar.     | Vois-toi plus tard. (À plus tard.)                 |
| Eu te amo.             | Mo laime toi.       | Je t'aime.                                         |
| Cuide-se.              | Swinye-toi.         | Soigne-toi. (Prends soin de toi.)                  |
| Bom dia.               | Bonjou.             | Bonjour.                                           |
| boa tarde              | Bonswa.             | Bonsoir.                                           |
| Boa noite (despedida). | Bonswa.             | Bonne nuit.                                        |

## Declínio cultural

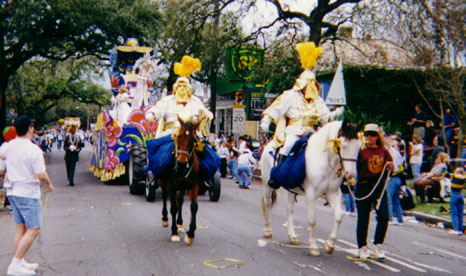
O carnaval de Nova Orleães (Mardi Gras) é legado francês.

No censo de 2007, 18,7% da população da Luisiana declarou ser de ascendência francesa ou franco-canadense. No sul do estado, as porcentagens são maiores, em torno de 40% em certos municípios.
Outros 32,5% declararam ser de ascendência afro-americana ou franco-africana. O censo não distingue os afro-americanos oriundos de família de fala inglesa daqueles de fala francesa, portanto, não se sabe o número de crioulos entre a porcentagem afro-americana, embora os dois grupos tenham identidades culturais distintas. Outros 10% declararam ascendência americana, que pode ou não ser francesa.
A cultura crioula no sul dos Estados Unidos começou a declinar sobretudo no século XIX. Com a integração do território aos Estados Unidos em 1803 e a chegada de muitos migrantes falantes de inglês às cidades crioulas no fim do século XIX, muitos foram aculturados, perderam seus costumes e idioma. No censo de 2005, apenas 4,7% dos habitantes do estado declararam falar francês, crioulo de francês ou cajun.